# Frank Lobos
Frank Ronald Lobos Acuña (Santiago de Chile, Chile; 25 de septiembre de 1976) es un exfutbolista chileno. Jugaba como mediocampista. 
Perteneció a Colo-Colo desde el año 1985 al 2000, formando parte de todas las divisiones menores hasta su debut a los 15 años
Ha sido jurado del Festival de Viña del Mar y participó en la telenovela Rompecorazón (1994). Después de su retiro, fue profesor en una escuela de fútbol en el club de campo de gendarmería. En 2011 participó en el reality show de Canal 13 Año 0.
Trabajó en los programas de Reinserción para Gendarmería de Chile, programas deportivos sociales, programas educativos integrales a través del deporte y escuelas municipales formativas.
Fue seleccionado chileno sub-17, sub-20, y sub-23, donde participó de los Juegos Panamericanos de Mar del Plata en 1995.

## Selección nacional
Su máximo logro fue alcanzar el tercer lugar mundial con la selección de fútbol sub-17 de Chile en la Copa Mundial de Fútbol Sub-17 de Japón en 1993. Ahí fue una de las principales figuras del equipo chileno junto a Manuel Neira, Héctor Tapia, Dante Poli, Sebastián Rozental, Ariel Salas, Patricio Galaz, Alejandro Osorio, Nelson Garrido, Pablo Herceg, Dion Valle, entre otros.

### Participaciones en Copas del Mundo
| Mundial                        | Sede  | Resultado     |
| ------------------------------ | ----- | ------------- |
| Mundial Juvenil Sub-17 de 1993 | Japón | Tercer lugar  |
| Mundial Juvenil Sub-20 de 1995 | Catar | Primera ronda |

## Clubes
| Club                  | País   | Año       |
| --------------------- | ------ | --------- |
| Colo-Colo             | Chile  | 1992-1998 |
| Deportes La Serena    | Chile  | 1999      |
| Everton               | Chile  | 2000      |
| Deportes Concepción   | Chile  | 2001      |
| Racing Club de Ferrol | España | 2001-2002 |
| Mito HollyHock        | Japón  | 2002-2003 |
| Deportes Puerto Montt | Chile  | 2005      |
| Vasco da Gama         | Brasil | 2006      |

## Palmarés

### Campeonatos nacionales
| Título           | Club      | País  | Año    |
| ---------------- | --------- | ----- | ------ |
| Primera División | Colo-Colo | Chile | 1996   |
| Primera División | Colo-Colo | Chile | 1997-C |
| Primera División | Colo-Colo | Chile | 1998   |

## Televisión
| Año  | Programa                       | Rol               | Canal    |
| ---- | ------------------------------ | ----------------- | -------- |
| 1994 | Rompecorazón                   | Él mismo          | TVN      |
| 2011 | Año 0 (reality show)           | Participante      | Canal 13 |
| 2012 | Mundos opuestos (reality show) | Invitado Especial | Canal 13 |